# Grand Prix Cycliste de Montréal 2016
7. edycja wyścigu kolarskiego Grand Prix Cycliste de Montréal odbyła się w dniu 11 września 2016 roku i liczyła 205,7 km. Start i meta wyścigu znajdowały się w Montrealu. Wyścig ten figurował w rankingu światowym UCI World Tour 2016.

## Uczestnicy
Na starcie tego klasycznego wyścigu stanęło 21 ekip, osiemnaście drużyn jeżdżących w UCI World Tour 2016 i trzy zespoły zaproszone przez organizatorów z tzw. "dziką kartą".
Lista drużyn uczestniczących w wyścigu:
| Numery  | Kod | Drużyna            |
| ------- | --- | ------------------ |
| 1-8     | TNK | Tinkoff            |
| 11-18   | CDT | Cannondale-Drapac  |
| 21-28   | LTS | Lotto Soudal       |
| 31-38   | MOV | Movistar Team      |
| 41-48   | SKY | Team Sky           |
| 51-58   | BMC | BMC Racing Team    |
| 61-68   | KAT | Team Katusha       |
| 71-78   | EQS | Etixx-Quick Step   |
| 81-88   | OBE | Orica-BikeExchange |
| 91-98   | TRE | Trek-Segafredo     |
| 101-108 | FDJ | FDJ                |

| Numery  | Kod | Drużyna              |
| ------- | --- | -------------------- |
| 111-118 | AST | Pro Team Astana      |
| 121-128 | TLJ | Team LottoNL-Jumbo   |
| 131-138 | ALM | Ag2r-La Mondiale     |
| 141-148 | LAM | Lampre-Merida        |
| 151-158 | GIA | Team Giant-Alpecin   |
| 161-168 | IAM | IAM Cycling          |
| 171-178 | DDD | Team Dimension Data  |
| 181-188 | DEN | Direct Énergie       |
| 191-198 | BOA | Bora-Argon 18        |
| 201-208 | CAN | Reprezentacja Kanady |

## Wyniki wyścigu
| Miejsce | Zawodnik           | Państwo   | Drużyna            | Czas       |
| ------- | ------------------ | --------- | ------------------ | ---------- |
| 1.      | Greg Van Avermaet  | Belgia    | BMC Racing Team    | 5h 27' 04" |
| 2.      | Peter Sagan        | Słowacja  | Tinkoff            | + 0"       |
| 3.      | Diego Ulissi       | Włochy    | Lampre-Merida      | + 0"       |
| 4.      | Michael Matthews   | Australia | Orica-BikeExchange | + 0"       |
| 5.      | Nathan Haas        | Australia | Dimension Data     | + 0"       |
| 6.      | Gianni Moscon      | Włochy    | Team Sky           | + 0"       |
| 7.      | Alberto Bettiol    | Włochy    | Cannondale-Drapac  | + 0"       |
| 8.      | Jon Izagirre       | Hiszpania | Movistar Team      | + 0"       |
| 9.      | Anthony Roux       | Francja   | FDJ                | + 0"       |
| 10.     | Julian Alaphilippe | Francja   | Etixx-Quick Step   | + 0"       |
|         |                    |           |                    |            |
| 69.     | Rafał Majka        | Polska    | Tinkoff            | + 5' 49"   |
| DNF     | Maciej Bodnar      | Polska    | Tinkoff            | -          |